# Emiel Vergeylen
Emiel Vergeylen, né le 26 octobre 1888 à Lokeren et décédé le 2 mars 1974 à Gand, fut un homme politique belge socialiste.
Vergeylen fut secrétaire de syndicat (1919-22), secrétaire de parti (1922-54), peintre en bâtiment.
Il fut élu conseiller communal de Mont-Saint-Amand (1921-63), conseiller provincial (1925-36) et sénateur provincial (1925-36) de la province de Flandre-Orientale; sénateur de l'arrondissement de Gand (1936-1958).
Il fut créé officier de l'ordre de Léopold; décoré de la Croix de Guerre belge 1940-45.